# Saša Stanišić
Saša Stanišić (API: /saʃa ˈstaniʃit͡ɕ/; n. 17 martie 1978, Višegrad, Republika Srpska, Bosnia și Herțegovina) este un autor bosnico-german. El este, printre altele, câștigătorul Premiului Târgului de Carte din Leipzig (2014) și al Premiului Cărții Germane (2019).

## Opere (selecție)

### Romane
- Wie der Soldat das Grammofon repariert. Roman. Luchterhand Literaturverlag, München 2006, ISBN 3-630-87242-5.
- Vor dem Fest. Roman. Luchterhand Literaturverlag, München 2014, ISBN 978-3-630-87243-8.
- Fallensteller. Povestiri. Luchterhand Literaturverlag, München 2016, ISBN 978-3-630-87471-5.
- Herkunft. Roman. Luchterhand Literaturverlag, München 2019, ISBN 978-3-630-87473-9.
- Möchte die Witwe angesprochen werden, platziert sie auf dem Grab die Gießkanne mit dem Ausguss nach vorne. Povestiri. Luchterhand Literaturverlag, München 2024, ISBN 978-3-630-87768-6.

### Cărți pentru copii
- Hey, hey, hey, Taxi! Carte pentru copii. Illustrată de Katja Spitzer. Hamburg 2021, ISBN 978-3-948722-05-0.[9] (Hörbuchausgabe: ISBN 978-3-948722-06-7)
- Panda-Pand. Carte pentru copii. Illustrată de Günther Jakobs. Carlsen Verlag, Hamburg 2021, ISBN 978-3-551-52180-4. (Hörbuchausgabe: ISBN 978-3-7456-0312-5)
- Wolf. Carte pentru copii. Ilustrată de Regina Kehn. Carlsen Verlag, Hamburg 2023, ISBN 978-3-646-93787-9
- Hey, hey, hey, Taxi! 2 Carte pentru copii. Împreună cu Nikolai Stanišić. Ilustrată de Katja Spitzer. Hamburg 2024, ISBN 978-3-948722-36-4.
- Hey, hey, hey, Taxi! 2 Carte audio. Der Hörverlag, München 2024, ISBN 978-3-8445-5229-4

## Premii (selecție)
- 2004: Premiul Jürgen Fritzenschaft, Universitatea din Heidelberg
- 2005: Premiul publicului, Ingeborg-Bachmann-Preis
- 2013: Hohenemser Literaturpreis für den Text Frau Kranž malt ein Bild von Hier
- 2014: Premiul Târgului de Carte de la Leipzig
- 2014: Nominalizare la Premiul pentru carte germană
- 2019: Premiul pentru carte germană pentru origine
- 2020: Eichendorff-Literaturpreis
- 2020: Hans-Fallada-Preis
- 2021: Schillerpreis der Stadt Marbach am Neckar

## Traduceri în limba română
- Origine, traducere Roxana Ribu, editura Paralela 45, 2023, ISBN 978-973-47-3902-8